# Kongsberg Jazzfestival
Kongsberg Jazz Festival of Kongsberg Jazzfestival is een international jazzfestival dat jaarlijks wordt gehouden in Kongsberg, Noorwegen. De eerste editie had plaats in 1964.

## Artiesten
Op het festival hebben internationaal vermaarde artiesten opgetreden, waaronder Chick Corea, Herbie Hancock, John Scofield, Nigel Kennedy, Niels-Henning Ørsted Pedersen, Dee Dee Bridgewater, Charles Mingus, Wayne Shorter, Dianne Reeves, McCoy Tyner, Radka Toneff, Bobby McFerrin, John Butcher, Anthony Braxton, Diana Krall and Pat Metheny.
Het festival is een mogelijkheid voor nieuw talent om op te kunnen treden en veel bekende Noorse jazzmusic zijn hier begonnen.

## Awards
De Kongsberg Jazz Award wordt uitgereikt aan de meest prominente Noorse jazzmusici op het festival. De prijs, die sinds 1996 wordt uitgereikt, wordt gesponsord door DNB en wordt dan ook wel DNB-award genoemd. 
Voorheen heette de award DnB NOR-prisen, Vital-prisen en KlartSvar-prisen, naar de toenmalige sponsor van de prijs.
De prijs wordt op de laatste dag uitgereikt door journalist en entertainer Knut Borge, die ook in de jury zit. De winnaar krijgt een geldprijs en mag het volgende jaar op het festival een concert geven.

### Winnaars
| Jaar | Winnaars                                                            | Instrument                |
| ---- | ------------------------------------------------------------------- | ------------------------- |
| 2016 | Susanna Wallumrød                                                   | zang                      |
| 2015 | Ellen Andrea Wang                                                   | bass                      |
| 2014 | Mathias Eick                                                        | troumpet                  |
| 2013 | Håkon Mjåset Johansen                                               | drums                     |
| 2012 | Ola Kvernberg                                                       | viool                     |
| 2011 | Arve Henriksen                                                      | trompet                   |
| 2010 | Maria Kannegaard                                                    | piano                     |
| 2009 | Ole Morten Vågan                                                    | contrabas                 |
| 2008 | Helge Lien                                                          | piano                     |
| 2007 | Morten Qvenild                                                      | piano                     |
| 2006 | Håvard Wiik                                                         | piano                     |
| 2005 | Solveig Slettahjell                                                 | zang                      |
| 2004 | Ingebrigt Håker Flaten                                              | contrabas                 |
| 2003 | Live Maria Roggen                                                   | zang                      |
| 2002 | Håkon Kornstad Trio Håkon Kornstad Paal Nilssen-Love Mats Eilertsen | saxofoon drums contrabass |
| 2001 | Christian Wallumrød                                                 | piano                     |
| 2000 | Petter Wettre                                                       | saxofoon                  |
| 1999 | Audun Kleive                                                        | drums                     |
| 1998 | Sidsel Endresen                                                     | zang                      |
| 1997 | Bugge Wesseltoft                                                    | piano                     |
| 1996 | Nils Petter Molvær                                                  | trompet                   |